# 小行星15406
小行星15406（15406 Bleibtreu）是一颗绕太阳运转的小行星，为主小行星带小行星。该小行星于1997年11月23日发现。

## 轨道参数
小行星15406的轨道半长轴为2.7368499 UA，离心率为0.017。